# Solsteinhaus
Das Solsteinhaus ist eine Schutzhütte der Sektion Innsbruck des Österreichischen Alpenvereins in 1806 m ü. A. am Erlsattel zwischen Nordkette und Erlspitzgruppe. Die Hütte wurde 2007 grundlegend renoviert. Sie liegt im westlichen Karwendel in Tirol nicht weit entfernt von der Landeshauptstadt Innsbruck. Wegen der zentralen Lage und den zahlreichen Tourenmöglichkeiten ist die Hütte für Bergsteiger ein Stützpunkt bei mehrtägigen Touren, aber auch bei vielen Gipfelbesteigungen. Darüber hinaus wird die Hütte von Wanderern, die problemlos eine Tagestour zur Hütte unternehmen können, viel besucht. Im Winter bleibt die Hütte geschlossen, jedoch steht ein Winterraum für Skitourengeher zur Verfügung. Bei lawinensicheren Verhältnissen können hochalpine Skitouren auf die umliegenden Gipfel unternommen werden, diese erfordern jedoch ausnahmslos eine solide Erfahrung.

## Besuch von Bär Bruno / JJ1
In den Abendstunden des 7. Juni 2006 wurde JJ1, bekannt geworden als „Bär Bruno“, am Solsteinhaus gesichtet. Am Tag darauf fand man mehrere 15 bis 20 Zentimeter große Abdrücke von Bärentatzen neben dem Gebäude.

## Zugänge
- Von Hochzirl (Mittenwaldbahn) über den Hüttenweg, leicht, Gehzeit: 2,5 Stunden
- Von Scharnitz durch das westliche Hinterautal, das Gleirschtal und das Großkristental, leicht, Gehzeit: 5 Stunden
- Von Gießenbach (Mittenwaldbahn) durch das Eppzirler Tal und über die Eppzirler Scharte, mittel, Gehzeit: 5 Stunden

## Übergänge
- Nördlinger Hütte über den Freiungen-Höhenweg (leichter stellenweise versicherter Klettersteig), Gehzeit: 4,5 Stunden
- Eppzirler Alm über die Eppzirler Scharte, mittel, Gehzeit: 3 Stunden
- Neue Magdeburger Hütte über den Zirler Schützensteig, Gehzeit: 1,5 Stunden
- Pfeishütte über Gipfelstürmerweg, Frau-Hitt-Sattel, Seegrube, Hafelekarspitze und Goetheweg, anspruchsvoll, Gehzeit: 6 Stunden

## Gipfelbesteigungen
- Großer (2541 m ü. A.) und Kleiner (2637 m ü. A.) Solstein über die Westflanke, mittel, Gehzeit: 2–3 Stunden
- Kuhljochspitze (2297 m) über den Freiungen-Höhenweg und den Nordgrat, mittel, Gehzeit: 2 Stunden
- Erlspitze (2405 m ü. A.) über die Südflanke und den Südostgrat, mittel, Gehzeit: 1,5 Stunden

## Bilder

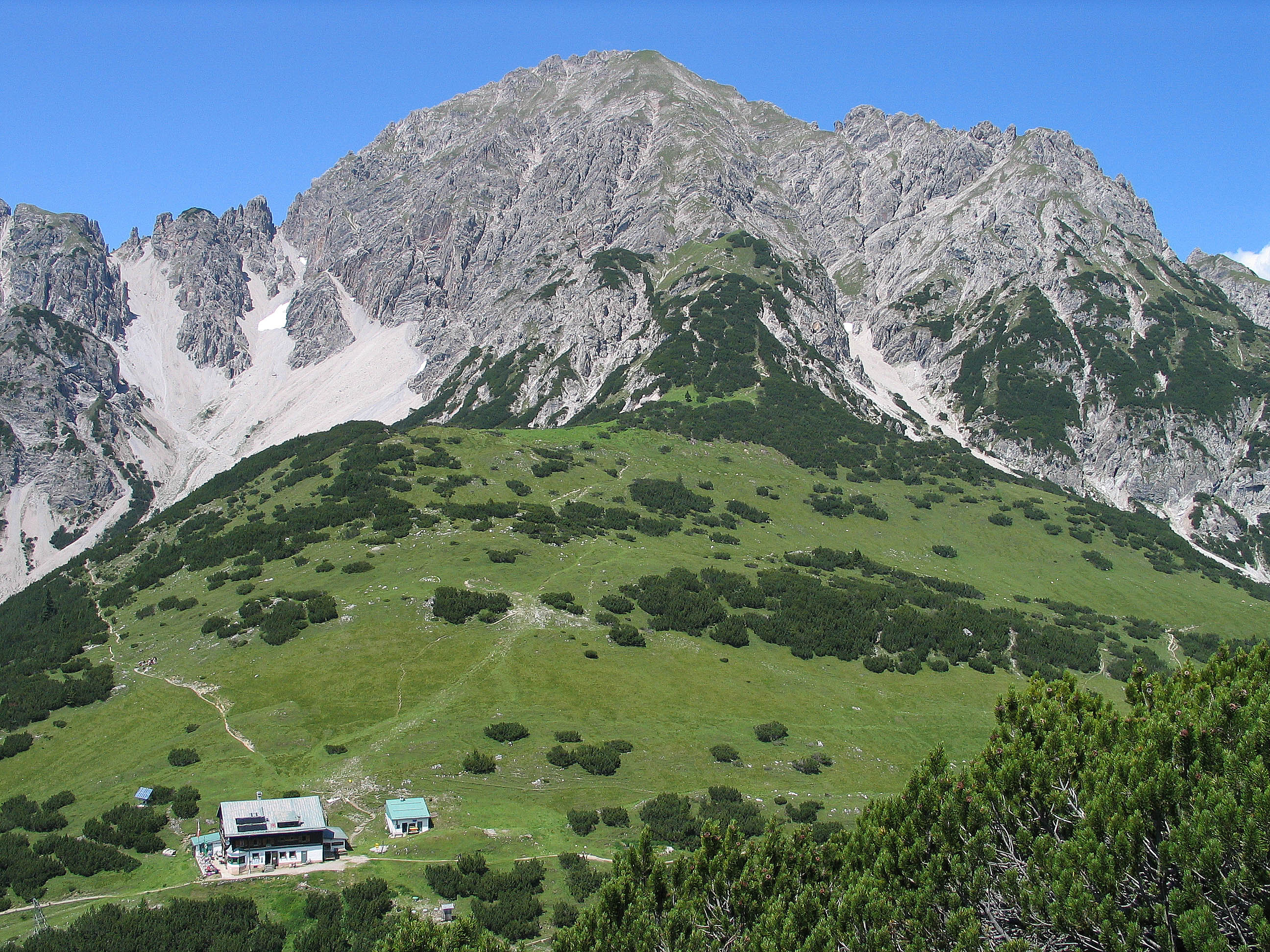
Das Solsteinhaus vor der Erlspitze
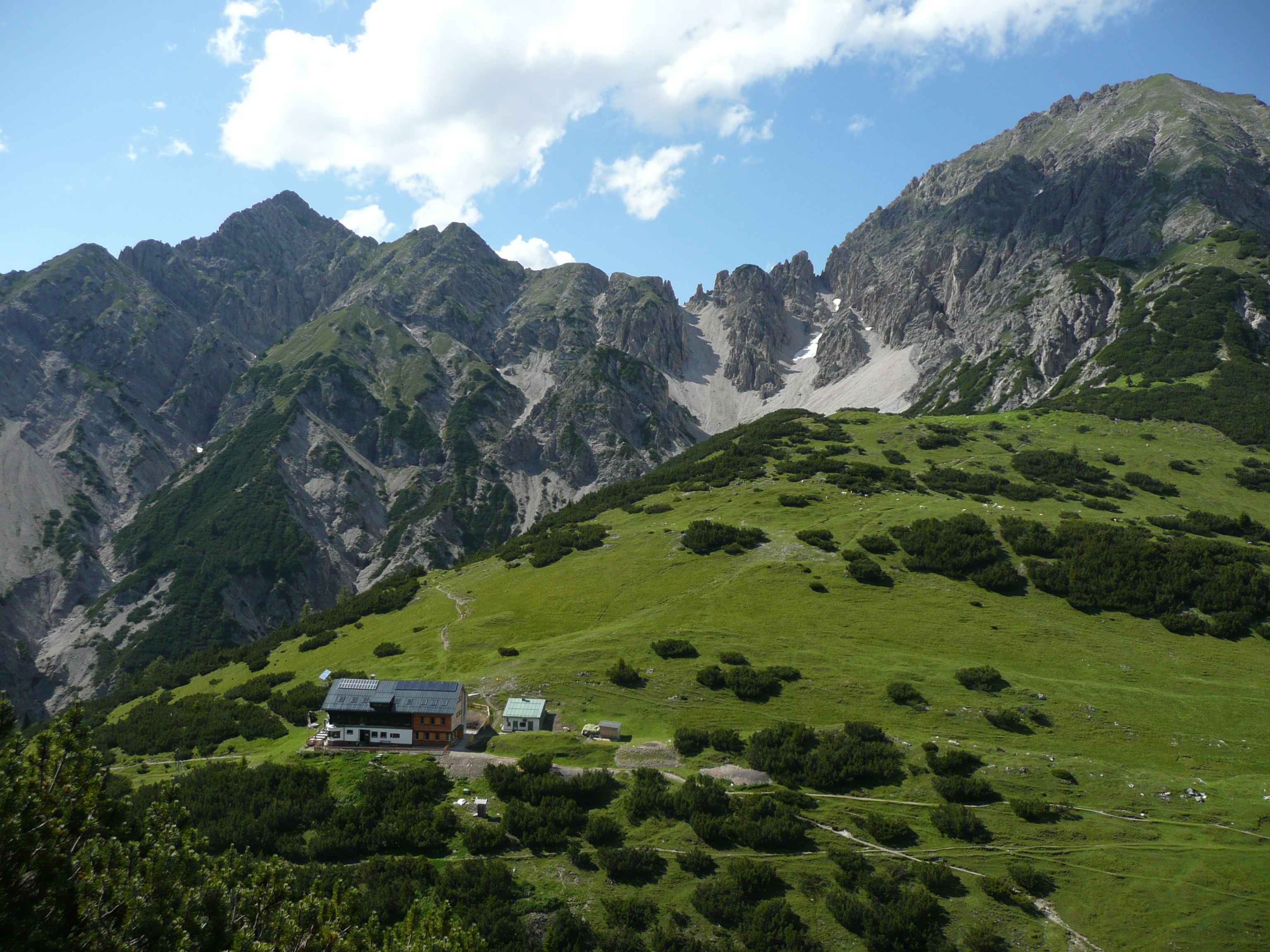
Das Solsteinhaus nach der Renovierung 2007 vor der Kuhljochspitze (links) und Erlspitze (rechts)
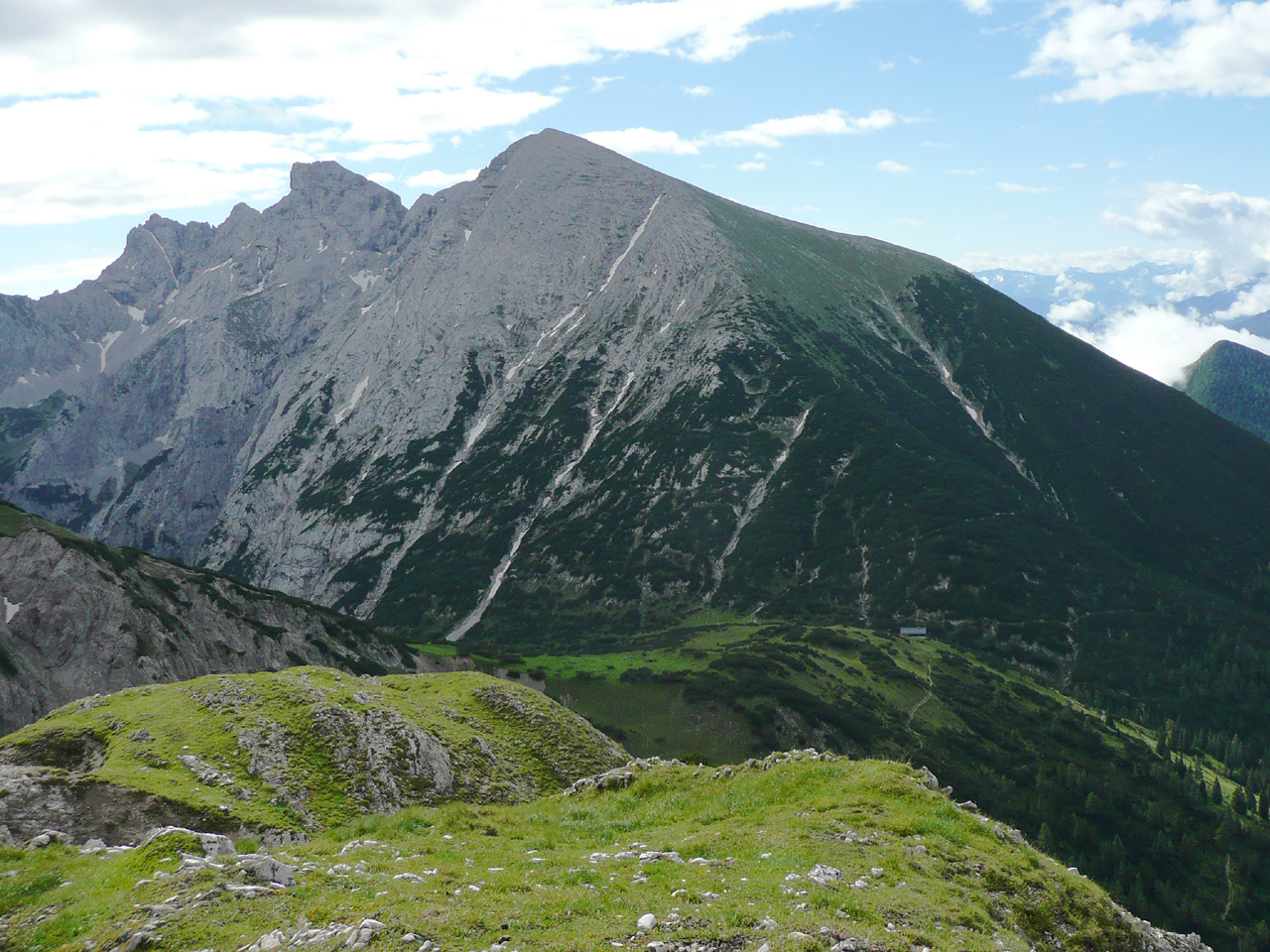
Kleiner (links) + Großer (rechts) Solstein mit Solsteinhaus von NW
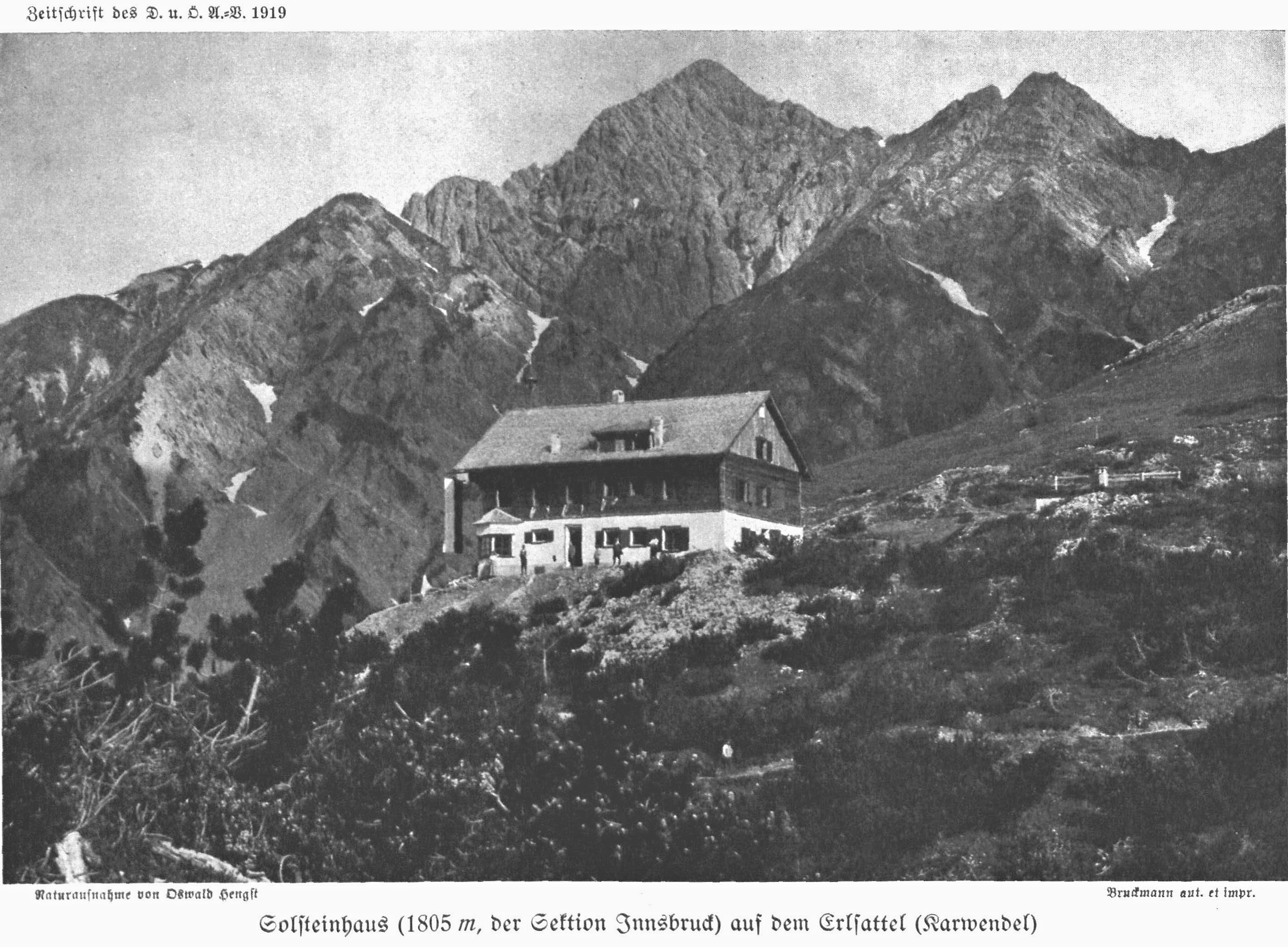
Solsteinhaus um 1919
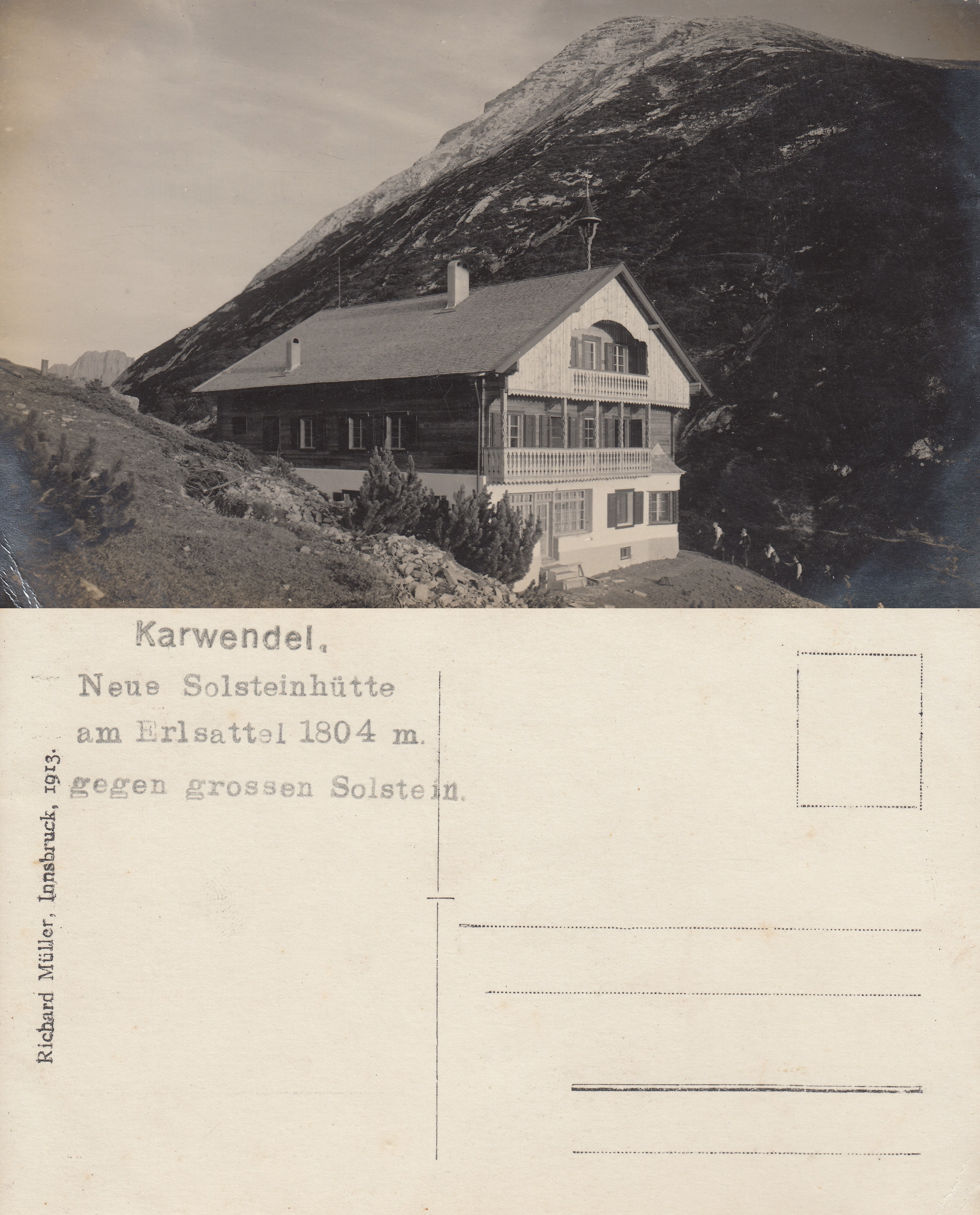
Solsteinhaus um 1913 gegen großen Solstein